# Euxoa xasta
Euxoa xasta är en fjärilsart som beskrevs av Barnes och Mcdunnough 1910. Euxoa xasta ingår i släktet Euxoa och familjen nattflyn. Inga underarter finns listade i Catalogue of Life.